# Tribaldos (kommunhuvudort)
Tribaldos är en kommunhuvudort i Spanien.   Den ligger i provinsen Provincia de Cuenca och regionen Kastilien-La Mancha, i den centrala delen av landet, 80 km sydost om huvudstaden Madrid. Tribaldos ligger 830 meter över havet och antalet invånare är 124.
Terrängen runt Tribaldos är platt, och sluttar västerut. Runt Tribaldos är det mycket glesbefolkat, med 6 invånare per kvadratkilometer. Närmaste större samhälle är Tarancón, 10,1 km väster om Tribaldos. Trakten runt Tribaldos består till största delen av jordbruksmark.